# Kaukura
Kaukura is een atol dat onderdeel is van de Tuamotueilanden in Frans-Polynesië. Het dichtst bijzijnde atol is Arutua, dat 24 km zuidelijker ligt. Kaukura ligt 330 km van Tahiti. Kaukura valt bestuurlijk onder het eiland Arutua, samen met het eiland Apataki.

## Geografie
Het atol is ovaalvormig met een lengte van 47 km, de breedte van 13 km. De lagune heeft een oppervlakte van 434 km². Het atol ontstond rond de top van een vulkaan die 60,1 tot 62,3 miljoen jaar geleden 805 m oprees vanaf de zeebodem.
Er is een kunstmatige bevaarbare opening in het noordwesten van het atol. In het westen ligt de voornaamste nederzetting Raitahiti waar de meeste van de 442 (in 2017) mensen permanent wonen.

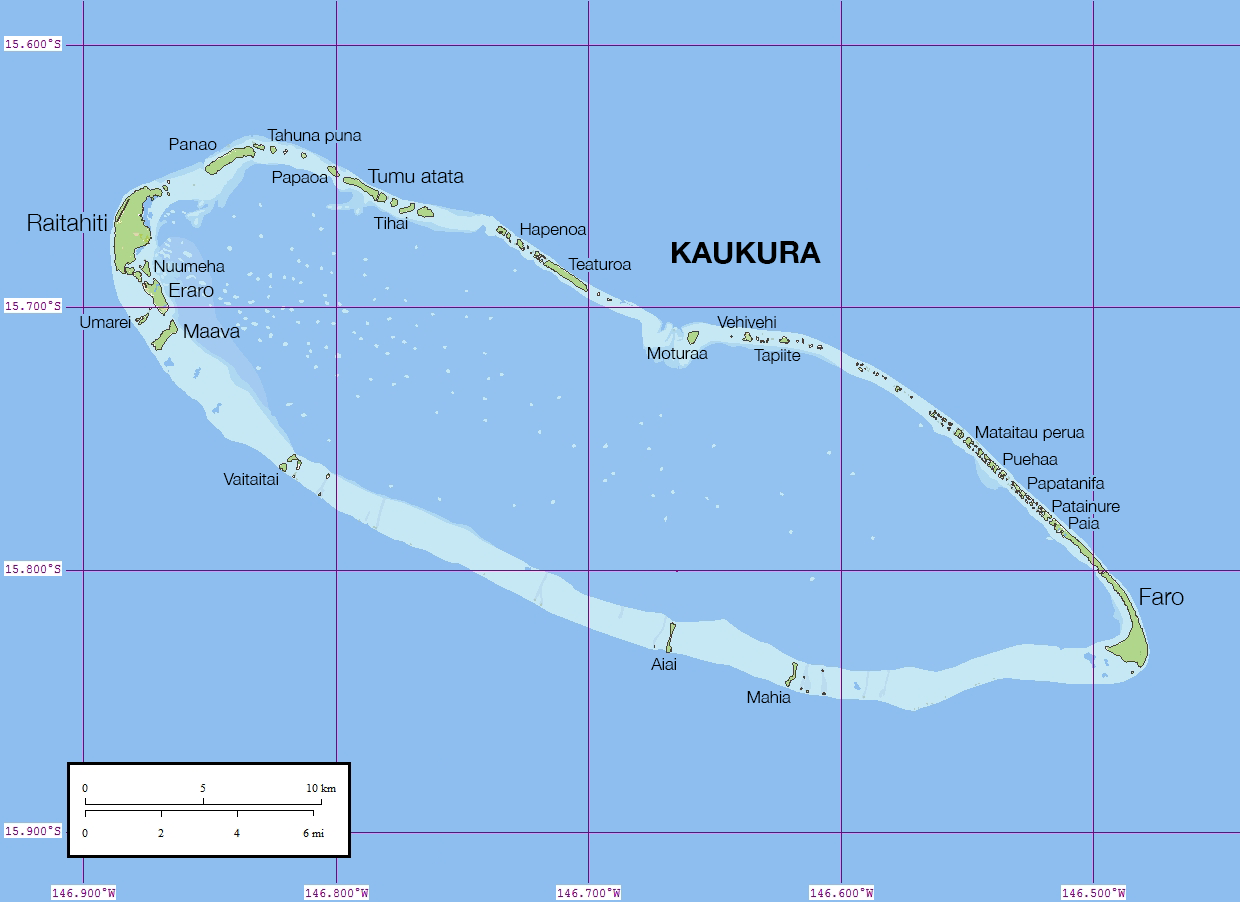
Detailkaart van het atol
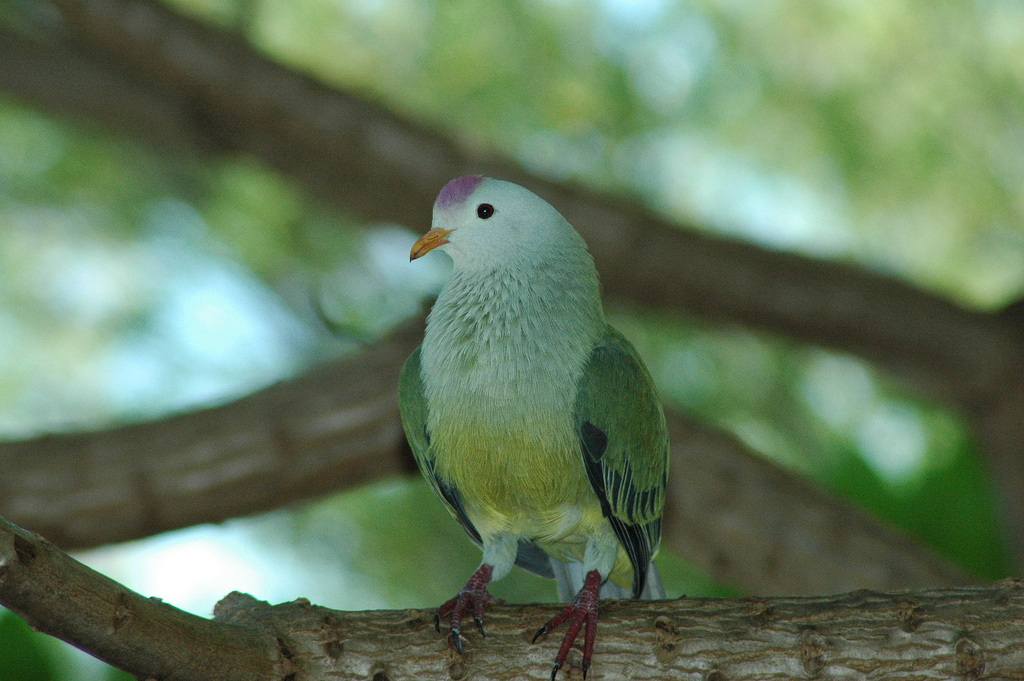
Tuamotujufferduif (Ptilinopus coralensis)

## Geschiedenis
De eerste Europeaan die het eiland documenteerde was de kapitein James Cook. Hij vermeldde het eiland op 19 april 1774 tijdens zijn tweede reis.
In de tweede helft van de negentiende eeuw werd het eiland Frans bezit. Op gezag van het stamhoofd werd de productie van kokosolie opgezet. Verder kwamen missionarissen naar het eiland en werd in 1897 een kerk gebouwd in de parochie waaronder ook de twee andere eilanden vielen en die weer afhankelijk zijn van het bisdom Papeete, zoals overigens alle bewoonde atollen binnen de archipel.

## Economie
De bewoners leven voornamelijk van het toerisme, het maken van kopra, visvangst en de teelt van pareloesters, speciaal zwartlippareloesters (Pinctada margaritifera). Sinds 1994 is er een start- en landingsbaan van 1000 meter lengte. Volgens cijfers uit 2019 zijn er gemiddeld 175 vluchten per jaar en worden 3500 passagiers vervoerd.
Sinds december 2018 heeft het eiland snel internet dankzij een glasvezelkabelverbinding met Tahiti. 

## Ecologie
Naast de grote rijkdom aan vissoorten en bijzondere planten, zijn de nauwelijks bewoonde motu's rijk aan vogels. Op het eiland komen 42 vogelsoorten voor waaronder acht soorten van de Rode Lijst van de IUCN waaronder het phoenixstormvogel (Pterodroma alba) en de endemische tuamotujufferduif (Ptilinopus coralensis), saffierlori (Vini peruviana) en tuamotukarekiet (Acrocephalus atyphus).